# Grevillea acanthifolia
Grevillea acanthifolia es un arbusto endémico de Nueva Gales del Sur en  Australia.

## Descripción
Alcanza los 3 metros de altura y tiene las hojas divididas. Las flores tienen perianto de color verde a gris con carpelos de color rosa a marrón. Florecen a mediados de verano.

## Taxonomía
La especie fue descubierta por el botánico Allan Cunningham que acompañaba a J.Oxley en su expedición de 1817. Cunningham encontró la especie en las Montañas Azules. La especie fue descrita formalmente en 1825 y publicado en Geogr. Mem. N. S. Wales 328 en el año 1825.
Tiene tres subespecies:
- Grevillea acanthifolia A.Cunn. subsp. acanthifolia
- Grevillea acanthifolia subsp. paludosa Makinson & Albr.  (Bog Grevillea)
- Grevillea acanthifolia subsp. stenomera (F.Muell. ex Benth.) McGill.

Etimología
Grevillea, el nombre del género fue nombrado en honor de Charles Francis Greville, cofundador de la Royal Horticultural Society.
acanthifolia, epíteto que hace referencia a la similutud de su follaje con  el del género Acanthus.